# Trpín, Krupina
Trpín este o comună slovacă, aflată în districtul Krupina din regiunea Banská Bystrica. Localitatea se află la altitudinea de 397 m deasupra n.m., se întinde pe o suprafață de 6,36 km2 și în 2017 număra 119 locuitori.

## Istoric
Localitatea Trpín este atestată documentar din 1135.

## Demografie
| An:                | 1994 | 2004    | 2014 | 2024    |
| ------------------ | ---- | ------- | ---- | ------- |
| Număr de persoane: | 137  | 118     | 118  | 106     |
| Diferență:         |      | −13,86% | +0%  | −10,16% |

| An:                | 2023 | 2024   |
| ------------------ | ---- | ------ |
| Număr de persoane: | 113  | 106    |
| Diferență:         |      | −6,19% |